# Ishiwa Masato
Masato Ishiwa (sinh ngày 25 tháng 5 năm 1996) là một cầu thủ bóng đá người Nhật Bản.

## Sự nghiệp câu lạc bộ
Masato Ishiwa đã từng chơi cho Gainare Tottori.